# Luis Pastor González
Luis Pastor González Vega (Jinotega, 15 de octubre de 1973) es un músico, compositor y cantautor nicaragüense.
Conocido en el campo artístico simplemente como "Luis Pastor" es uno de los más destacados compositores e intérpretes nicaragüenses del son nica y de la Nueva Canción. Su obra, como la de la mayoría de los autores nicaragüenses, incursiona fuertemente en el ámbito de lo social; aunque tiene algunas composiciones dedicadas a promover lo nacional.

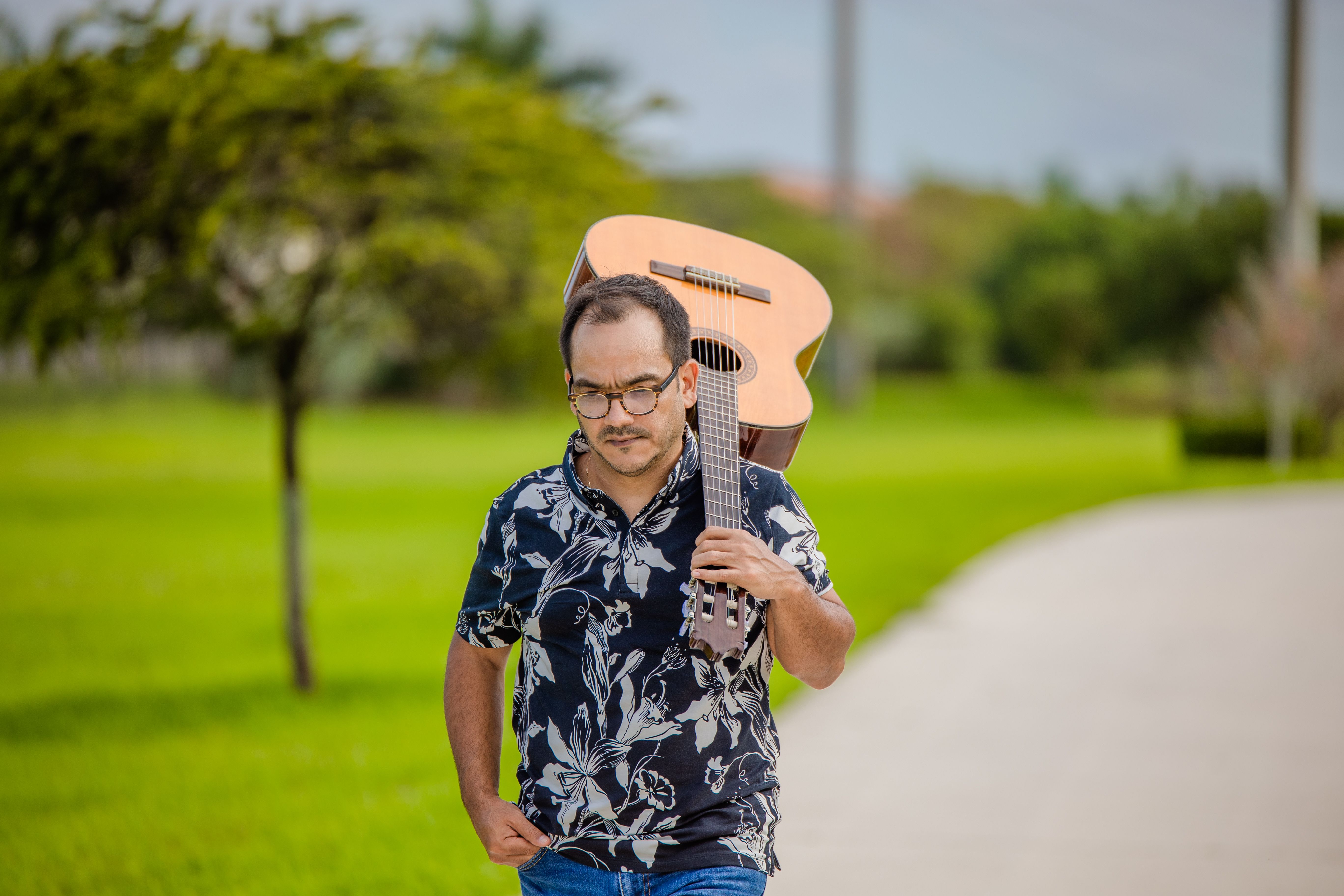
Luis Pastor

## Biografía
Realizó sus estudios primarios y secundarios en el Instituto Pedagógico La Salle (de Managua), donde comenzó a destacarse en el movimiento cultural. A muy corta edad se convirtió en una de las voces más jóvenes y destacadas del canto regional nicaragüense. Así logró ser invitado a diferentes festivales y programas juveniles de la televisión nacional.
Por su destacada participación en el movimiento cultural estudiantil fue seleccionado en muchas ocasiones para representar a Nicaragua en conciertos, festivales y jornadas juveniles internacionales por diferentes países del mundo, llevando a cada escenario, la música nicaragüense y sus canciones propias.
Se gradúa de cirujano dentista en la Universidad Nacional Autónoma de Nicaragua UNAN-León, donde se involucró en la cultura universitaria, representando a la comunidad universitaria y la cultura nicaragüense en diferentes festivales nacionales e internacionales. La Universidad Nacional Autónoma le entrega a lo largo de sus estudios, varios reconocimientos al mérito por la destacada participación cultural en el transcurso del estudio de su carrera. Dentro de los cargos ocupados están el de vicepresidente de la Federación de Estudiantes de Odontología de la UNAN-León, presidente de la Federación Centroamericana de estudiantes de Odontología, secretario de Cultura del Centro Universitario de la Universidad Nacional, entre otros.

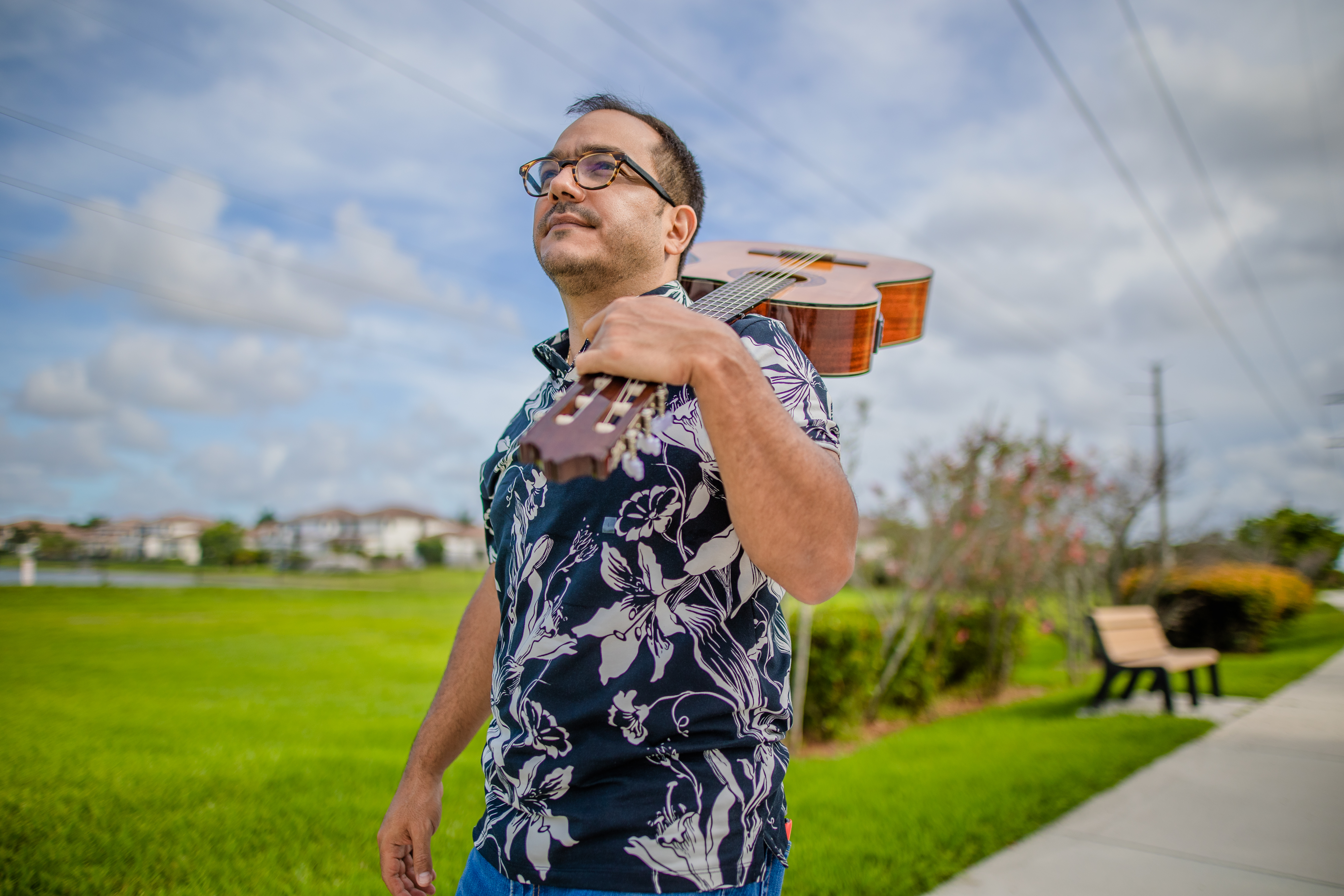
Luis Pastor

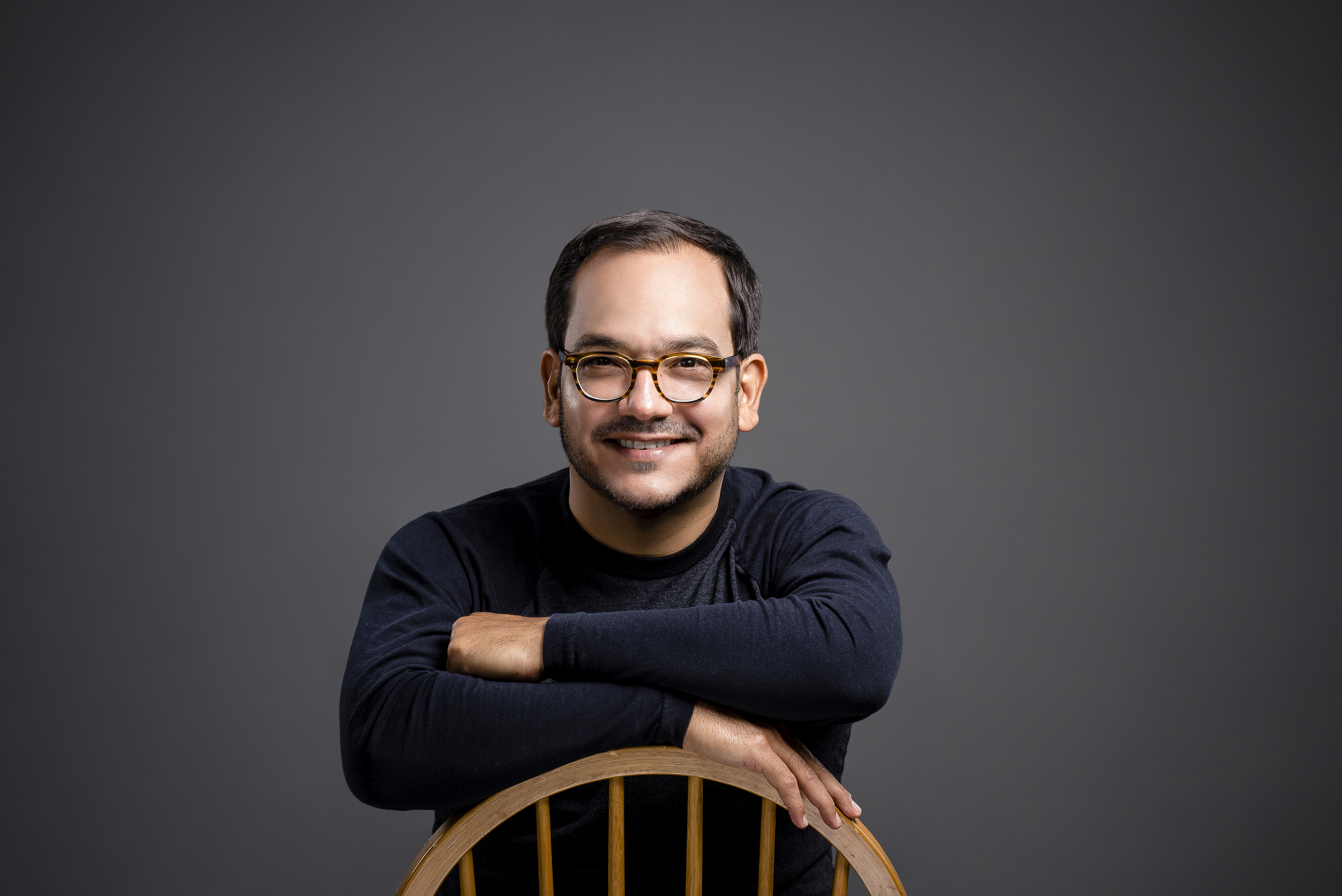
Luis Pastor

### Actualidad

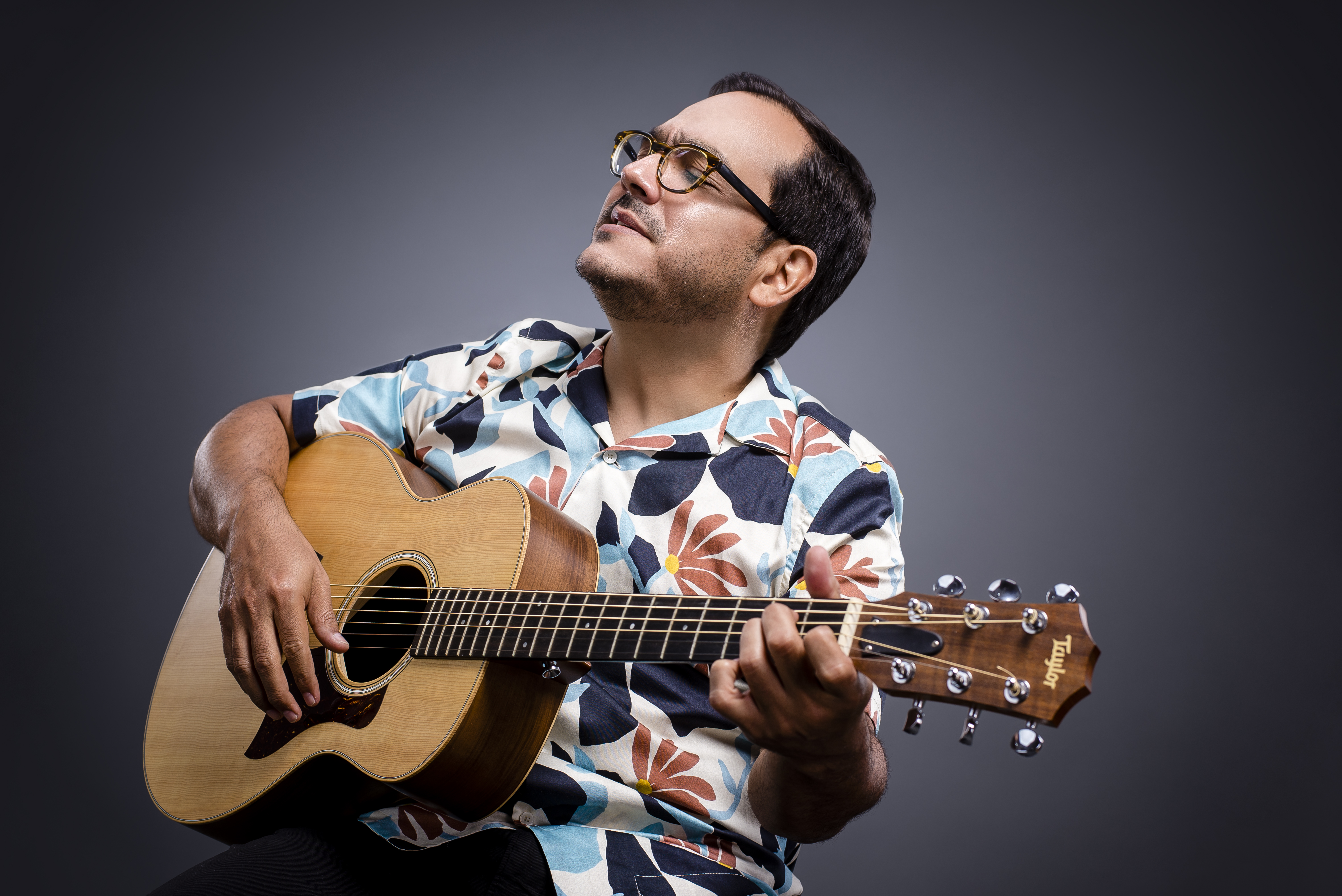
Luis Pastor

A lo largo de su carrera musical, ha grabado varios discos individuales y sencillos, ha participado en un sinnúmero de trabajos discográficos colectivos y ha producido varias decenas de materiales audiovisuales, videoclips, entre otros. Ha sido considerado a los Latin Grammy en los años 2021 y 2022. Miembro de ASCAP LATINO. Su vida artística de más de 25 años, como cantautor y productor, ha sido reconocida, premiada y exaltada por diferentes organizaciones, instituciones, organismos, empresas, alcaldías, universidades, ciudades, tanto en Nicaragua como fuera de sus fronteras. 
Ha sido un artista que con su arte y labor cultural ha colaborado y aportado para hacer conciencia en la población nicaragüense de la problemática de la discapacidad, los niños y jóvenes en riesgos, Los Pipitos, TELETON, Aldeas SOS, Escuelas "Fe y Alegría" (obra jesuita), hogares de ancianos, organizaciones de mujeres, proyectos de educación, entre muchos otros.
Fue productor general y artístico de Teletón Nicaragua por 10 años y ha trabajado produciendo conciertos, discos y materiales especiales de destacados artistas nicaragüenses como Carlos Mejía Godoy, Luis Enrique Mejía Godoy, Norma Helena Gadea, Katia Cardenal, Luis Enrique, Hernaldo Zúñiga, La Cuneta Son Machín, así como artistas internacionales e instituciones de mucho prestigio.

## Festivales

### Festivales y/o Conciertos
- En todos los países de Centroamérica, México, Estados Unidos, Venezuela, Argentina, República Dominicana, España,Portugal, Italia, Cabo Verde, entre otros.

Ha compartido escenario con artistas internacionales como Carlos y Luis Enrique Mejía Godoy, Guillermo Anderson,
Guaraguao,
Alejandro Filho,
Dúo Guardabarranco,
Otto de la Rocha,
Cantoamérica,
Exceso de Equipaje,
Mexicanto,
Álex Lora, Luis Enrique, Amaury Gutiérrez, Rómulo Castro, Adrián Goizueta, La Cuneta Son Machin, Perrozompopo, Garcín, Mal País, entre otros

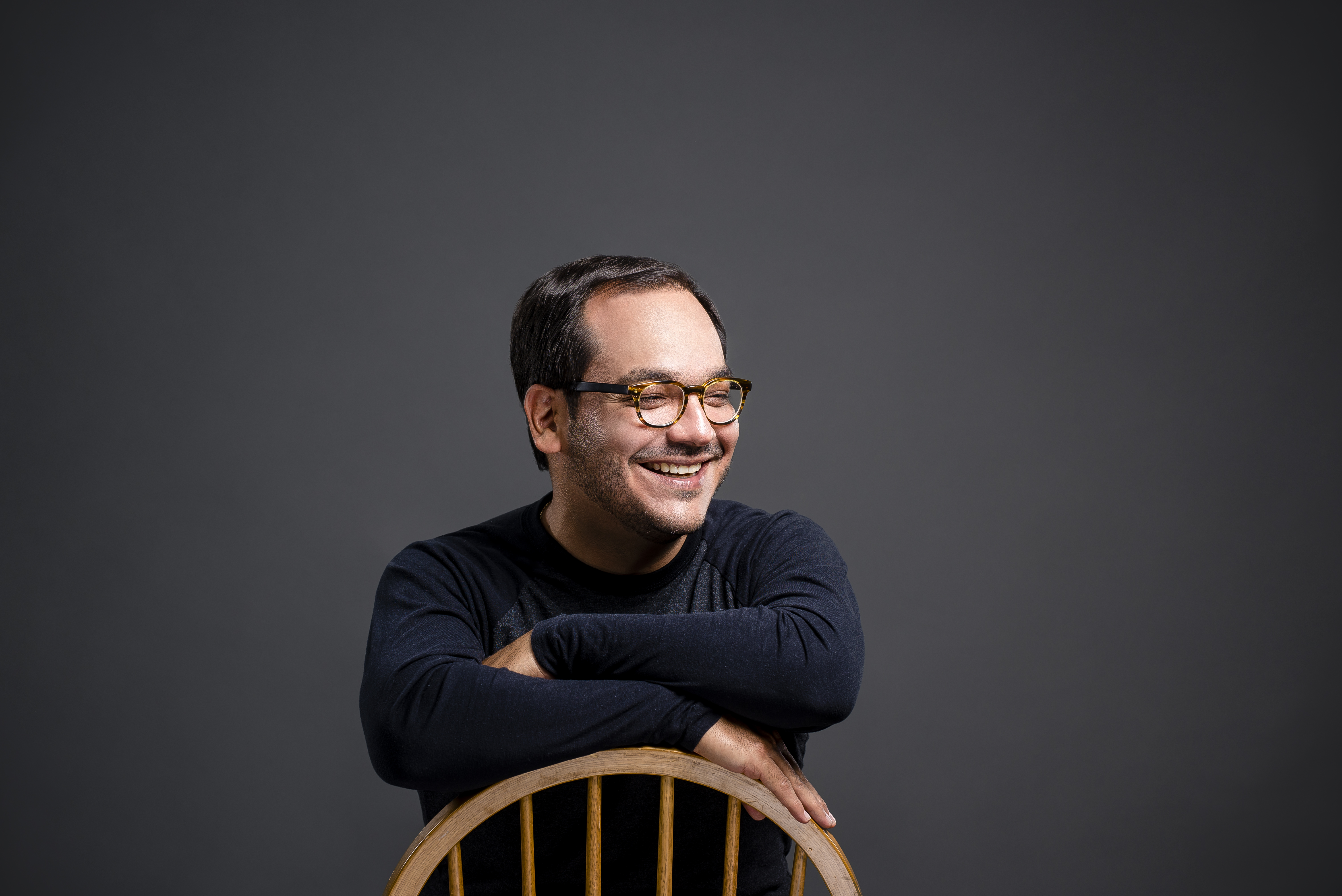
Luis Pastor

## Discografía
Discos Individuales:
"Solo Sueños" 1997,
"Pintemos el porvenir" 2005,
"Desnudar la Vida" 2010,
"Canciones queridas" 2018,
"Mis Amigos y Mis Canciones, Vol.1" Considerado al Latin Grammy 2021 (Mejor álbum cantautor),
"Mis Amigos y Mis Canciones, Vol.2" Considerado al Latin Grammy 2022 (Mejor álbum vocal pop).
Sencillos, entre otros:
"Cuando crezcas pueblos mío",
"Nicaragua la chavala linda",
"Como te quiero Nicaragua" y "Como te quiero Nicaragua REMIX",
"Paz y Feliz Navidad",
"Bienvenida reina de La Paz",
"Una canción",
"Mi Casa",
"La mar de mis razones",
"Epigrama",
"Cuando venga La Paz",
"Sabor al swing",
"La cumbia Chinandegana",
"Jinotega",
"Te busco",
"Amemos".
Discos Colectivos, entre otros:
"Mi Virgencita del Trono" 2011,
"El Apostol del norte",
"Lo mejor de lo nuestro",
"Por tu capacidad de amar" TELETON 2009,
"25 años de Salvador Cardenal".
Discos Producidos, entre otros:
"50 años de canto" en Homenaje a Carlos y Luis E Mejía G (Editado por Expo Compositores),
Considerado al Latin Grammy 2021, Mejor Álbum Vocal Pop tradicional.
"ALE", 
"Canciones al trabajo" de Luis E Mejía Godoy, 
"UNI 25 aniversario" y "SOMOS UNI 30 años", 
"Celebrando una vida" en DVD Luis Enrique Mejia G, 
"Sembrar la vida" de Luis Enrique Mejia Godoy, 
"Por tu capacidad de amar" TELETON 2009, 
"Mis Boleros" de Luis Enrique Mejía Godoy.
- Datos: Q5984147